# Grebenhain
Grebenhain est une municipalité allemande située dans le land de la Hesse et l'arrondissement de Vogelsberg.

## Personnalités
- Siegbert Wolf (1954-), historien, politologue et journaliste allemand, est né à Grebenhain.

## Source
- (de) Cet article est partiellement ou en totalité issu de l’article de Wikipédia en allemand intitulé « Grebenhain » (voir la liste des auteurs).